# Alchemilla florulenta
Alchemilla florulenta é uma espécie de rosácea do gênero Alchemilla, pertencente à família Rosaceae.